# Алеппо (вилайет)
Вилайет Алеппо (осман. ولايت حالب‎, араб. ولاية حلب‎) — административная единица первого уровня (вилайет) Османской империи. Находился на территории современных Сирии и Турции.

## История
Вилайет был основан в марте 1866 года. Границы Алеппо были расширены на север, чтобы включить преимущественно турецкоязычные города Мараш, Антеп и Урфа, что дало провинции примерно равное количество арабо- и турецкоязычных жителей, а также большое армяноязычное меньшинство.
Благодаря своему стратегическому географическому положению на торговом пути между Малой Азией и Востоком, Алеппо приобрел важное значение в Османскую эпоху, одно время уступая в империи только Константинополю. Однако экономика Алеппо сильно пострадала от открытия Суэцкого канала в 1869 году, и с тех пор Дамаск стал соперничать с Алеппо за звание столицы Сирии.
Исторически Алеппо был более тесно связан в экономике и культуре с городами-побратимами Анатолии, чем с Дамаском. Этот факт все еще находит свое отражение сегодня в культурных различиях между Алеппо и Дамаском.
В конце Первой мировой войны по Севрскому договору большая часть провинции Алеппо стала частью нового арабского государства — Сирии, тогда как Киликия, по обещаниям Франции, должна была стать армянским государством. Однако во время войны за независимость Турции Мустафа Кемаль присоединил большую часть провинции Алеппо, а также Киликию к Турции. Арабские жители провинции (а также курды) поддерживали в этой войне турок против французов — ярким примером является Ибрагим Ханано, который координировал свою деятельность непосредственно с Ататюрком и получал от него оружие. Результат, однако, был катастрофическим для Алеппо, потому что в соответствии с Лозаннским договором большая часть провинции Алеппо стала частью Турции, а сам Алеппо и Александретта — нет; таким образом, Алеппо был отрезан от своих северных спутников и от лежавших за ними анатолийских городов, от которых Алеппо сильно зависел в торговле. Кроме того, соглашение Сайкса — Пико отделило Алеппо от большей части Месопотамии, что также нанесло ущерб экономике Алеппо. Ситуация еще более обострилась в 1939 году, когда Турция присоединила Александретту, лишив Алеппо его главного порта Искендерун и оставив его в полной изоляции внутри Сирии.

## Демография
В начале 20-го века имел площадь 30 304 квадратных миль (78 490 км2). По предварительным результатам первой Османской переписи 1885 года (опубликованной в 1908 году), население составляло 1 500 000 человек. Точность демографических показателей варьировалась от «приблизительных» до «просто предположительных» в зависимости от региона, в котором они были собраны.

## Административное деление

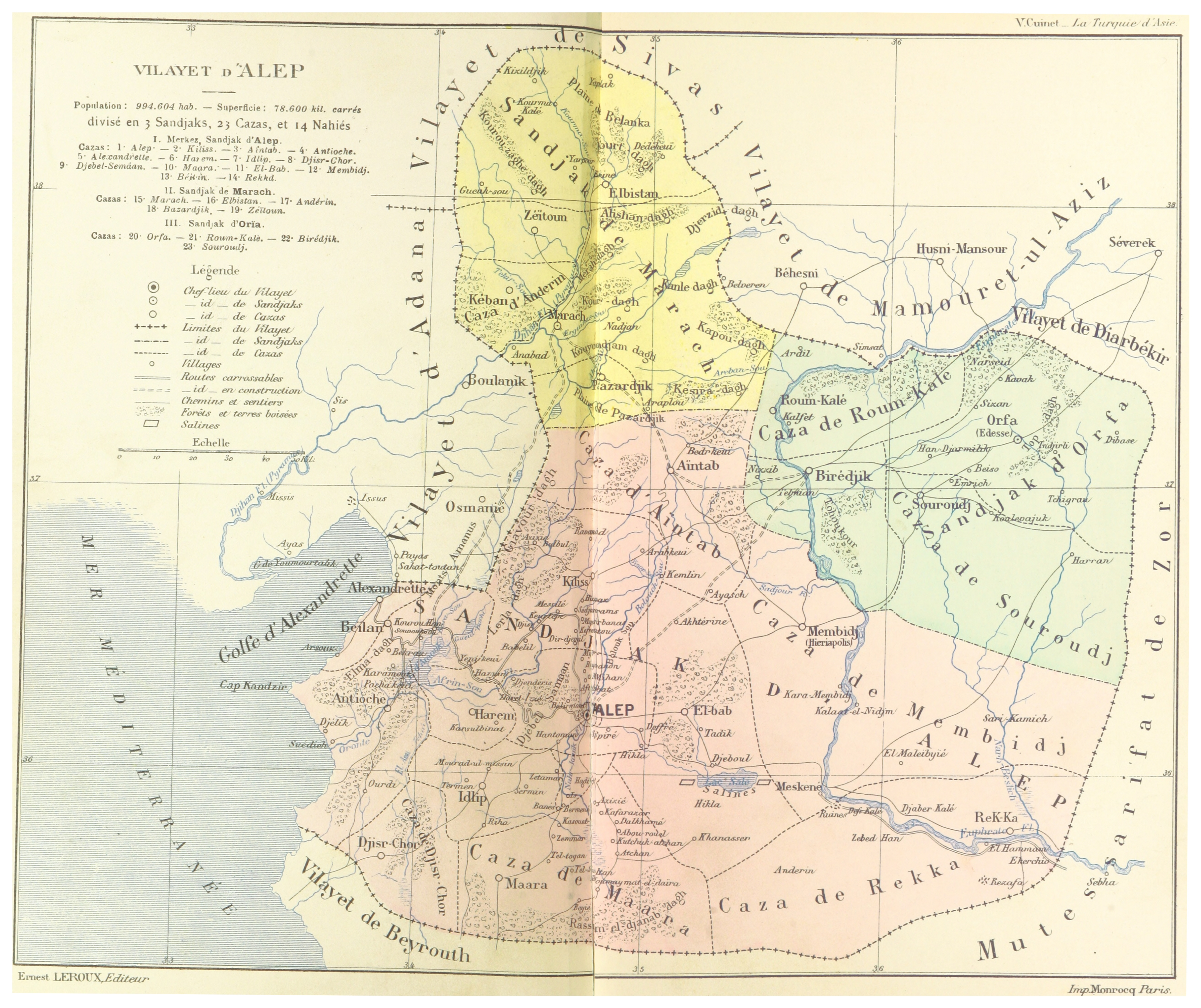
Административно-территориальное деление вилайета Алеппо в 1892 году

Вилайет Алеппо состоял из 6 санджаков:
- Санджак Алеппо;
- Санджак Антеп — стал отдельным санджаком в 1913 году[2];
- Санджак Джебель-Семаан;
- Санджак Дейр-эз-Зор — периодически управлялся независимо от вилайета[3];
- Санджак Мараш;
- Санджак Урфа.